# Джасме Джаліл Осеович
Джасме́ Джаліл Осеович (курд. Casimê Celîl, вірм. Ջալիլ Ջասըմե, 12 (25) жовтня 1908, село Кизил-Кула Карської області, Російська імперія, тепер на території Туреччини — 24 жовтня 1997, Єреван, Вірменія) — курдський радянський поет.

## Біографія
Народився 12 (25) жовтня 1908 року в селі Кизил-Кула Карської області Російської імперії. У 1918 році під час Першої світової війни його батьки загинули під час переслідувань, влаштованих султанським урядом Османської імперії. Село Кизил-Кула, в якому він народився, опинилося на території Туреччини. Виховувався у дитячому приюті у Олександрополі (тепер Гюмрі). Член КПРС з 1930 року. У 1941 році закінчив Вірменський педагогічний інститут у Єревані.
З 1923 року Дж. Джасме працював керівником відділу підготовки та видання книг курдською мовою. Протягом 15 років, до 1938 року, під його керівництвом у видавництві «Айпетрат» («Вірмдержвидав») видавалися десятки книг, навчальних посібників, збірок віршів, політична, наукова, педагогічна та художня літератури курдською мовою, твори курдських поетів і письменників.
У 1932 році Дж. Джасме був призначений першим директором закавказького курдського педагогічного технікуму. З другої половини 1930-х років в СРСР заборонялося видання курдської літератури курдською мовою, були закриті всі центри курдської культури, в курдських селах заборонялося викладання курдською мовою, припинилося видання курдської періодичної преси, було закрито курдський педагогічний технікум, була заарештована частина курдської інтелігенції. Дж. Джасме продовжив свою творчу діяльність: він дбав про порятунок курдських видань, займався збором і комплектацією курдських книг.
У 1955 році став першим завідувачем щойно створеної редакції курдських радіопередач на вірменському радіо у Єревані.

## Літературна діяльність
Друкуватися почав 1930 року. Збірки віршів і поем «Алагяз» (1954), «Курдські поеми» (1955), «Рідне джерело» (1957), «Моє вогнище» (1966) написані вірменською мовою; «Мої дні» (1960), «Пісні гір» (1970), «Вогнище курда» (1975), «Курдська ода» (1975), «Закоханий курд» (1980), «Зозан» (1982), «Кава моєї матері» (1984), поеми «Героїзм курдів у фортеці „Димдим“» (1988) — курдською мовою. Автор підручників для курдських шкіл.
Переклав курдською мовою окремі твори Т. Шевченка, О. Пушкіна, О. Туманяна, Є. Чаренца, К. Маркса, Ф. Енгельса та інших.
Вірші й поеми Дж. Джасме ввійшли до книги «Радянські курдські поети», виданої у 1956 році («Советские курдские поэты», російською мовою).

## Сім'я
Був одружений з вихідцею з того самого села, що й сам Д. Джасме, яка так само виховувалася у дитячому будинку у Вірменії. [джерело?] Мав двох синів — Ордихане Джаліл і Джаліле Джаліл та доньку — Джамілю. Його сини були дослідниками курдської новітньої історії і культури. Його син Джаліл Ордихане (справжнє ім'я Джалілов Ордихане Джасмович, 1932—2007) був поетом, критиком, фольклористом. Дочка — автор декількох книг з курдської народної музики.